# Dysschema leucophaea
Dysschema leucophaea är en fjärilsart som beskrevs av Walker 1854. Dysschema leucophaea ingår i släktet Dysschema och familjen björnspinnare. Inga underarter finns listade i Catalogue of Life.